# چارلی جونز (بازیکن فوتبال، زاده ۱۸۹۹)
چارلی جونز (انگلیسی: Charlie Jones; ۱۲ دسامبر ۱۸۹۹ – ۱۹۶۶ (۶۶−۶۷ سال)) هنرپیشه و بازیکن فوتبال اهل ولز بود.
از فیلم‌ها یا برنامه‌های تلویزیونی که وی در آن نقش داشته است می‌توان به بازگشت گوجه‌های قاتل اشاره کرد.

## باشگاهی
از باشگاه‌هایی که در آن بازی کرده‌است می‌توان به باشگاه فوتبال کاردیف سیتی، باشگاه فوتبال استوک‌پورت کانتی، باشگاه فوتبال ناتینگهام فارست، باشگاه فوتبال آرسنال و باشگاه فوتبال اولدهام اتلتیک اشاره کرد.

## تیم ملی
وی همچنین در تیم ملی فوتبال ولز بازی کرده است.